# The Coal King
The Coal King er en britisk stumfilm fra 1915 af Percy Nash.

## Medvirkende
- Douglas Cox som Sir Reginald Harford.
- May Lynn som Ann Roberts.
- Frank Tennant som Walter Harford.
- Daisy Cordell som Grace Shirley.
- Gregory Scott som Tom Roberts.